# Ford F
El Ford F és un vehicle que va produir la Ford Motor Company l'any 1905, fins a l'any 1906, als Estats Units.
El model anterior al Ford F va ser el Ford C i el va succeir el Ford N, era un automòbil luxós. És un quatre places faetó body amb estreps i capota. La producció es va iniciar en 1905 i va acabar en 1906 després de produir 1000 vehicles d'aquest model. En 1905, aquest automòbil es comercialitzava a $2000 (dòlars).